# تاریخ یهودیان در ویتنام
یهودیان یک گروه قومی-مذهبی اقلیت در ویتنام هستند که در حال حاضر فقط حدوداً از ۳۰۰ نفر تشکیل شده‌اند. اگرچه یهودیان در ویتنام حضور داشته و یهودیت از پایان سده نوزدهم میلادی رواج داشته‌است، اما بیشتر پیروان خارج از کشور مهاجران بوده و هستند و هنوز هم باقی مانده‌اند، و تعداد زیادی از آنها بومی ویتنامی نیستند.

## سلسله نگوین و حامیان فرانسه

### سده نوزدهم
اولین یهودیانی که از ویتنام بازدید کردند احتمالاً در زمان سلسله نگوین و به دنبال استعمار فرانسه در این کشور در نیمه دوم سده نوزدهم وارد شدند. تعداد اندکی ارجاع به اسکان یهودیان در سایگون وجود دارد که در صفحات تواریخ یهودی در دهه‌های ۱۸۶۰ و ۱۸۷۰ پخش شده‌است.
در دانشنامه یهودی از بازرگان و مالک کشتی فرانسوی به نام ژول روف (۱۹۰۳–۱۸۵۳) نام برده شده‌است که در هندوچین در دهه ۱۸۷۰ فعال بود و «یکی از پیشگامان نفوذ فرانسه در آن کشور» شد. بر اساس دانشنامه یهودی، "در سال ۱۸۷۲ روف یکی از پیشگامان دانش فرانسه از هند و چین شد." وی همچنین در منابع دیگر اعتبار دارد که هم "آغازگر طرح راه آهن سایگون - می تو، در کوچین چینا، و هم بنیانگذار و مدیر کل" Messageries Fluviales de Cochinchine "بوده‌است که با حمایت از یارانه‌های دولت فرانسه، گسترش تجارت فرانسه در هند و چین را از طریق مسیر رودخانه مکونگ تا حد زیادی تسهیل کرد. ژول روف در اواخر آوریل ۱۸۸۹، هنگامی که با امضای طوماری به دولت فرانسه تقاضای تخفیف از واردات پنبه از هندوچین را تسویه کرد، همچنان در تجارت منطقه ای فعال بود.
میان سالهای ۱۸۸۳ و ۱۸۸۶، سربازان و افسران یهودی در ارتش فرانسه در فتح تونکین جنگیدند. یکی از این سربازان، از خانواده ای چند نفره در ارتش فرانسه، لویی ناکه بود. ناکه، که سرانجام به درجه ناخدا نائل شد و در جنگ جهانی اول در نبرد کشته شد، مدال دو تونکین به خاطر اقداماتش در تونکین و آنام دریافت کرد و به عنوان قهرمان «اردر سلطنتی دو کامبوج» درآمد.

### اوایل سده ۲۰
طبق دانشنامه جهانی یهود، میان سالهای ۱۹۲۹ و ۱۹۳۲، کنسولگری آمریکا در سایگون یک دیپلمات به نام هنری ساموئل واترمن بود که یهودی بود. در سال ۱۹۳۰، واترمن در مورد رشد کمونیسم در ویتنام به ایالات متحده گزارش داد، اما مقامات ارشد وی در وزارت امور خارجه گزارش وی را رد کردند و گفت که "مقامات فرانسه او را با هوای گرم زیادی در مورد تهدید کمونیستی پر کرده‌اند. " معلوم شد که گزارش‌های واترمن در توصیف کنگ سان دقیق بوده و به دنگ کنگ سن ویتنام (حزب کمونیست ویتنام) اشاره دارد که از مسکو و کانتون هدایت می‌شود و در واقع "تهدید فزاینده ای برای استعمار در جنوب شرقی آسیا وجود دارد "

### جنگ جهانی دوم و ویشی فرانسه
در اواخر سال ۱۹۳۹، جمعیت تخمینی ترکیبی جوامع یهودی هایفونگ، هانوی، سایگون و تورانه در هندوچین فرانسه تقریباً ۱۰۰۰ نفر بود. همچنین گزارش شده‌است که در دوره حکومت ویشی هشتاد یهودی در تونکین بودند که چهل و نه نفر در ارتش و بیست و هفت نفر در لژیون خارجی بودند.
در سال ۱۹۴۰ قانون ضدیهودی ویشی-فرانسه در مورد وضعیت یهودیان توسط فرماندار آن ژان دکو در هندوچین فرانسه (ویتنام، کامبوج، لائوس) اجرا شد. در نوامبر ۱۹۴۰، یهودیان به مشاغل خاصی محدود شدند و در ژوئیه ۱۹۴۱ کودکان یهودی مجاز به بیش از ۲٪ دانش آموزان مدارس دولتی نبودند. در اکتبر سال ۱۹۴۲، پانزده کارمند دولت به دلیل یهودی بودن از سمت خود برکنار شدند (در میان پانزده نفر سوزان کارپلس، مدیر انستیتوهای بودایی در پنوم پن و وینتیان)، و یهودیان "از طیف وسیعی از حرفه‌ها اخراج شدند"، از بانکداری گرفته تا بخش‌های بیمه، تبلیغات، مدیریت و تجارت. " یکی از این افراد، لئو لیپمن، مدیر سابق شرکت تراموا در هانوی، حتی پس از استعفا از پست خود برای تصدی پست کمتر از سمت خود برکنار شد. با این حال، از آنجا که وی به دلیل داشتن دو پدربزرگ و مادربزرگ یهودی و یک همسر یهودی در رده یهودیان قرار گرفته بود، لیپمن طلاق گرفت و دیگر تحت قانون اساسنامه یهود قرار نگرفت. قوانین ضد یهود در ژانویه ۱۹۴۵ لغو شد.

## جمهوری دموکراتیک ویتنام
در سال ۱۹۵۴، با انحلال هندوچین فرانسه، ویتنام به عنوان یک کشور تقسیم شده، با یک شمال کمونیست و یک جنوب سرمایه‌دار به استقلال دست یافت. نخست‌وزیر فرانسه که در مورد خروج فرانسه از منطقه هندوچین مذاکره کرد و استقلال ویتنام را به این ترتیب اعطا کرد، پیر مندس فرانسه بود که اتفاقاً یهودی بود. پیش از تخلیه فرانسه، جمعیت یهودیان در هندوچین (که ویتنام، لائوس و کامبوج را در بر می‌گرفت) ۱۵۰۰ نفر گزارش شده بود و گفته می‌شد که بیشتر آن یهودیان با فرانسوی‌ها رفته‌اند و هیچ ساختار مشترک یهودی سازمان یافته‌ای از خود به جای نگذاشته‌اند. در ۲۵ مه ۱۹۵۴، رابرت کاپا، یک روزنامه‌نگار عکس که به دلیل تهیه اولین عکس از فرود متفقین در ساحل اوماها مشهور شد، هنگام گزارش وظیفه برای تهیه گزارش از جنگ فرانسه و هندوچین، کشته شد. همان‌طور که در بالا ذکر شد، در سالنامه یهودی آمریکایی ۱۹۵۶، جمعیت یهودیان هندوچین فرانسه ۱۵۰۰ نفر ذکر شده‌است، اما در چاپ ۱۹۵۷، هیچ اشاره ای به جمعیت یهودی در منطقه نشده‌است.
گفته شده‌است که هو شی مین در سال ۱۹۴۶ پیشنهاد کرد ویتنام شمالی می‌تواند به عنوان پایگاه خانه یک دولت یهودی در تبعید قبل از تأسیس دولت اسرائیل باشد. دیوید بن گوریون، سپس رئیس جدید اجرایی سازمان جهانی صهیونیست، اولین بار در ۱۹۶۶ در مورد این برخورد با مطبوعات صحبت کرد.

### جمهوری ویتنام
در سال ۱۹۷۱، حدود ۱۲ یهودی فرانسوی هنوز در ویتنام جنوبی و همه در سایگون باقی ماندند. در طول جنگ ویتنام، جوامع موقت یهودی در سرتاسر ویتنام جنوبی تشکیل شده بودند که عمدتاً از پرسنل نظامی ایالات متحده تشکیل شده بودند. تقریباً ۳۰٬۰۰۰ یهودی-آمریکایی در نیروهای مسلح ایالات متحده در ویتنام خدمت می‌کردند. در میان آنها، سرهنگ جک اچ. جیکوبز برای خدمات خود مدال افتخار را به خاطر قهرمانی دریافت کرد.

## جمهوری سوسیالیستی ویتنام
به تدریج و با آغاز پذیرش اصلاحات اقتصادی توسط دولت کمونیست، تعداد بازدید کنندگان یهودی از این کشور افزایش یافت.
در سال ۲۰۰۵، "گزارش جهانی آزادی مذهبی" وزارت امور خارجه آمریکا خاطرنشان کرد: "در دوره تحت پوشش این گزارش هیچ حادثه یهودستیزی گزارش نشده‌است. جمعیت کوچک یهودی این کشور تقریباً به طور کامل خارج از کشور واقع شده‌است. "
در سال ۲۰۰۶، خبد مرکزی را در شهر هوشی مین افتتاح کرد که مرکز اقتصادی ویتنام محسوب می‌شود. مستندی دربارهٔ خاخام، خاخام مناخم هارتمن از مرکز خبد توسط کانال تلویزیونی اسرائیل ۸ ساخته شد و توسط خبد به صورت آنلاین قرار گرفت. این فیلم، (عمدتاً به زبان عبری با زیرنویس روسی) نگاهی به چالش‌های پیش روی مأمورین هنگام ورود آنها و همچنین نگاهی اجمالی به آرایش جامعه یهودیان در بدو ورود آنها دارد. براساس آژانس تلگرافی یهود، گفته می‌شود مرکز خبد بیشتر توسط تجار و گردشگران از اسرائیل و ایالات متحده استفاده می‌شود و از سال ۲۰۰۷، حدود ۱۰۰ نفر از مردم دو تایلند یا یهودی در هانوی و حدود ۲۰۰ نفر در شهر هوشی مین وجود دارد. به گفته هارتمن، سالانه حدود ۱۰ تا ۱۵ هزار تاجر و جهانگردان یهودی از ویتنام دیدن می‌کنند. در سال ۲۰۱۴، خبد مرکز یهودیان را در هانوی افتتاح کرد.

## پناهندگان ویتنامی در اسرائیل

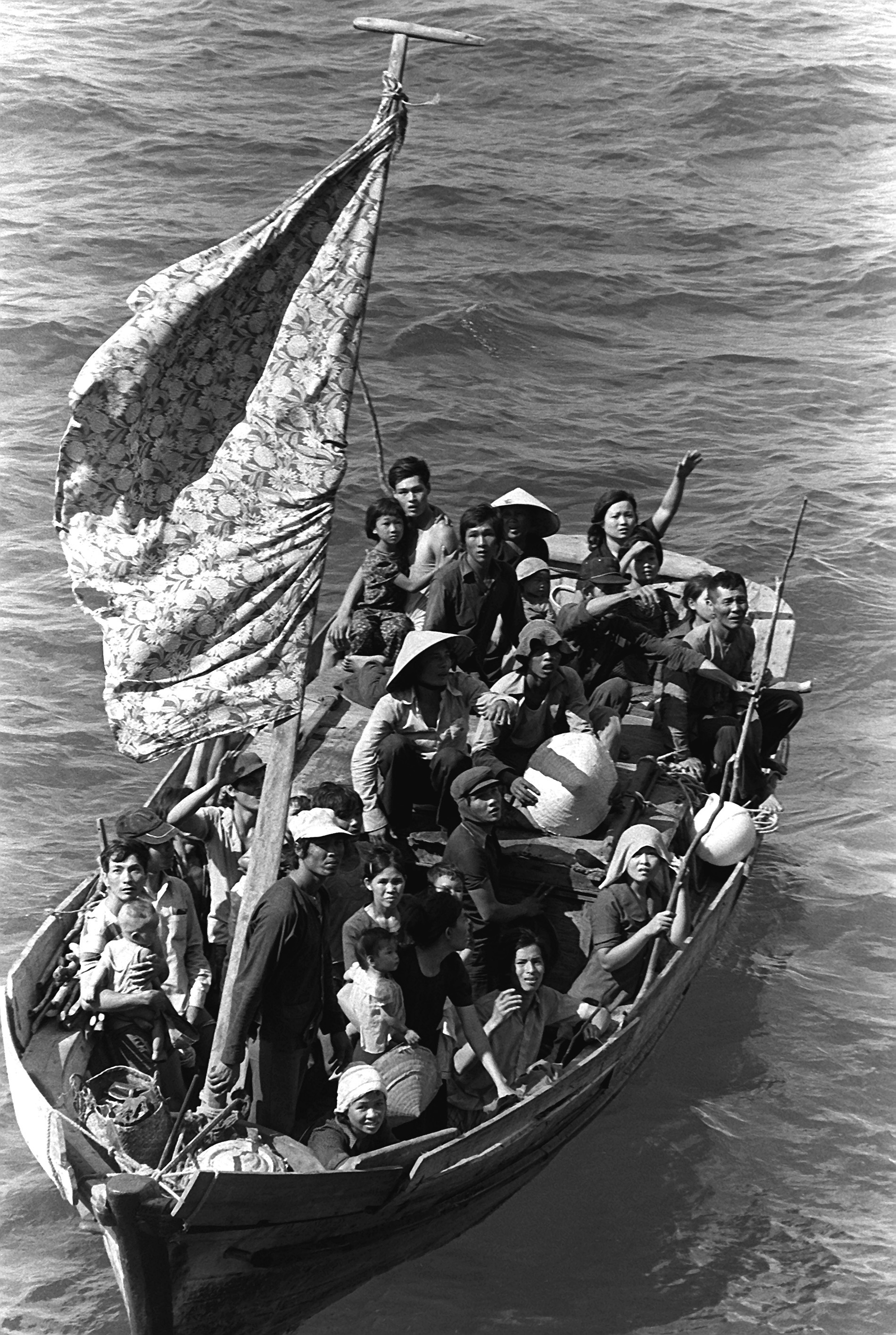
مردم قایق ویتنامی در انتظار نجات

نخست‌وزیر اسرائیل مناخم بگین از سال ۱۹۷۷ تا ۱۹۷۹ به حدود ۳۶۰ نفر از افراد قایق ویتنامی که از اشغال کمونیست‌های ویتنام در سال ۱۹۷۵ فرار کردند اجازه ورود به ایالت اسرائیل را با اعطای تابعیت و حقوق کامل اسرائیلی و همچنین آپارتمان‌های یارانه ای دولت داد. طبق گفته سفارت ویتنام در اسرائیل، تا سال ۲۰۱۵ تقریباً ۱۵۰ تا ۲۰۰ پناهنده و فرزندان سابق ویتنامی هنوز در اسرائیل بودند در حالی که تقریباً نیمی از آنها اسرائیل را به‌طور عمده به ایالات متحده و فرانسه ترک کرده‌اند. تعداد کمی از آنها با حفظ آیین‌های قبلی خود رسماً به یهودیت روی آورده‌اند.